# Полтергейст-90
«Полтергейст-90» — художественный фильм, снятый в 1991 году в СССР.

## Сюжет
Журналист снял фильм под названием «Мафия бессмертна», но он положен на полку, а создателю недвусмысленно угрожают. На его глазах воспламеняются несколько человек, начинают происходить странные вещи. Он решает провести собственное расследование вместе со своим другом, учёным (Баталов). Они находят подпольную лабораторию, генерирующую лучи, позволяющие на расстоянии воздействовать на людей…

## В ролях
- Алексей Баталов — профессор Вильницкий
- Ремигиюс Сабулис — Андрей Басаргин, журналист
- Инна Пиварс — Мария
- Наталья Флоренская — Лариса
- Игорь Андрианов
- Борис Горбунов — Виктор Салтыков
- Сергей Данилевич
- Лидия Жашкова
- Артурас Касиляускас
- Сергей Качанов
- Валентин Клементьев
- Раймонда Климавичюте
- Игорь Миркурбанов
- Александр Скворцов
- Виктор Сарокваша
- Татьяна Среднева
- Вадим Среднев
- Анатолий Слюсаренко — Викентий Лосев, ученик профессора Вильницкого
- Владимир Топцов
- Леонид Трегуб
- Ренат Ибрагимов
- Александр Карпов
- О. Колпакова — эпизод
- Т. Степанченко — эпизод
- О. Щукина — эпизод
- Т. Судец — эпизод

## Съёмочная группа
- Автор сценария: Владислав Семернин, Борис Загряжский (участие)
- Режиссёр-постановщик: Владислав Семернин, Борис Загряжский (участие)
- Оператор: Валерий Миронов
- Художники-постановщики: В. Купцов, Сергей Семернин
- Композитор — Юрий Потеенко
- Звукорежиссёр: Иван Воронин
- Монтаж: Наталья Тапкова
- Художник-гримёр:
- Костюмы: Юлия Николаева
- Спецэффекты: Д. Симкин

## Технические данные
- Производство: студия «Странник» / ТПО «Одесса»
- Художественный фильм, цветной.
- Ограничение по возрасту: от 16 лет.
- Прокатное удостоверение № от .
- Первый показ в кинотеатре:
- Сборы:
- Первый показ по центральному ТВ:
- Издание на VHS: 1 VHS, звук 2.0, PAL, издатель: «Континент СП»